# École royale pour les filles d'officiers de l'armée
L'École royale pour les filles d'officiers de l'armée (Royal School for Daughters of Officers of the Army) est un pensionnat pour jeunes filles situé à Bath, en Angleterre. En 1998, elle est intégrée à la Royal High School, Bath (en).

## Histoire
L'école est à l'origine une fondation du Fonds des veuves et orphelins d'officiers créé par le philanthrope Alfred Douglas Hamilton après la guerre de Crimée. Instituée en 1864 elle est inaugurée le 24 août 1865 avec pour directrice l'éducatrice Emmeline Kingdon (en), recommandée par de Florence Nightingale. Emmeline Kingdon prendra sa retraite en 1882. Son financement est assuré en partie par la reine Victoria, qui en est la mécène. Sa mission est de fournir une éducation pratique et religieuse aux filles nécessiteuses d'officiers de l'armée. Auparavant, le Fonds patriotique royal pourvoyait déjà à des besoins en faveur des familles de soldats et de sous-officiers dans le besoin. La Royal Naval Female School, fondée en 1840, qui fournissait une assistance aux filles d'officiers de marine est le modèle sur lequel la nouvelle école est fondée.
Le financement de l'école est privé, consistant en un mélange de souscriptions, de legs et d'autres dons, ainsi que de frais d'écolage. Les souscripteurs sont éligibles et peuvent eux-mêmes déterminer par vote quelles élèves pourront bénéficier d'une admission à tarif réduit (initialement fixé à douze livres). Les plus gros donateurs reçoivent à leur tour le plus de voix.[réf. nécessaire]
Le bâtiment de l'école, situé à Lansdown dans la banlieue de Bath était à l'origine destiné à être une école de jour pour garçons. Ce projet  ayant échoué le bâtiment est acheté en septembre 1863. Un bureau à Londres  initialement sur Cockspur Street est maintenu jusqu'à ce qu'un trésorier soit nommé à Bath, après la Seconde Guerre mondiale[réf. nécessaire].

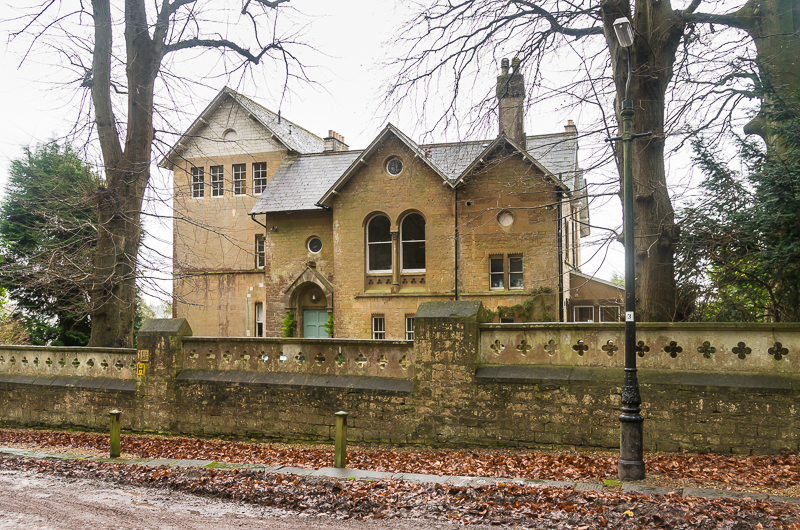
Laggan House - l'un des internats de l'école

En 1870, un collège pour les filles âgées de dix à quatorze ans avait été ouvert à Clarence House à Roehampton. Cependant, cette branche de l’école ne parvenant pas à atteindre les standards de l’institution mère : en 1885, le collège est fermé et ses élèves sont transférées à Bath.

## Les années de guerre
Au moment de la déclaration de guerre, en septembre 1939, l'école déménage à Longleat et le département hydrographique de l'Amirauté récupèrent les locaux de Lansdown. Des travaux de construction s'avèrent nécessaires dans l'improvisation pour pouvoir rendre utilsable le bâtiment de Longleat, confronté au manque d’espace et la difficulté de retenir le personnel domestique et enseignant. Cependant, l'école se maintient jusqu'à la fin du trimestre d'été 1947. Durant cette période, le système de vote pour les donateurs disparaît définitivement. Cette période voit aussi la mort de leur hôte, Lord Bath, d'un président le duc de Connaught, et de deux présidents.

## Élèves
Les conditions d’admission de base se reflètent dès le départ dans le nom de l’école. Une motion pour inclure le mot « nécessiteux » est rejetée, mais les objectifs de l’école étaient néanmoins caritatifs. Les filles d'officiers nécessiteux sont admises moyennant une somme de 12 £ par an, bien inférieure aux coûts effectifs. Pour les autres familles le versement demandé est supérieur. Vers 1889, pour des raisons financières, le comité décide d'admettre les petites-filles d'officiers et à un tarifs plus élevé, les filles de gentlemen civils. La plupart des pères sont des officiers de carrière issus d'écoles d'officiers ; quelques militaires non gradés ont gravi les échelons de l'armée.
L'âge normal d’admission est de dix à quinze ans et les candidates doivent savoir lire et écrire et être en bonne santé. Les parents sont encouragés à envoyer leurs filles le plutôt possible car il est considéré comme difficile de les aider en cas d'éducation défaillante dans l'enfance. Les élèves sont tenues de quitter l'école à l'âge de dix-huit ans, sauf circonstances particulières. L'âge de fin de scolarité est assoupli à mesure que les résultats scolaires et le taux  d 'admission à l'université augmentent, mais la règle n'est officiellement abolie qu'en 1949.
L'école est initialement ouverte uniquement aux familles protestantes. Cette restriction empêche l'école d'obtenir une subvention du Royal Patriotic Fund pour l'aider à sa fondation, mais n'est levée qu'en 1920.
Beaucoup de places sont occupées par des filles ayant perdu leur père. En 1901, pendant la guerre des Boers, 54 élèves sur 120 sont des orphelines de père. Au cours des premières décennies de l’école, les élèves viennent de tout l’Empire britannique. Un groupe particulièrement important est constitué de jeunes filles nées en Inde, qu'elles soient d'officiers de l'armée indienne ou d'unités de l'armée britannique stationnées dans ce pays. Lorsque l’armée indienne est dissoute en 1947, l’école perd une importante source de soutien financier.
Après son retour de Longleat, l'école accepte quelques élèves parrainées par les autorités éducatives locales, mais très peu sont venus. En 1949, quelques externes sont admises pour la première fois. Un ratio de 20 externes pour 250 pensionnaires est jugé approprié pour maintenir le caractère de l'école.

## Anciennes élèves notables
Parmi les personnalités formées à l'École royale pour les filles d'officiers britanniques figurent :
- Mary Berry (1935- ), critique culinaire et présentatrice de télévision anglaise[5]
- Sheila Gish (1942-2005), actrice[6]
- Nina Hamnett (1890-1956), peintre et illustratrice[7]
- Jean Nunn (1916–1982), fonctionnaire[8]
- Caroline St John-Brooks (1947-2003), journaliste et pédagogue
- Dame Veronica Sutherland (1939- ), diplomate de carrière qui a servi au gouvernement de 1965 à 1999, y compris un passage en tant qu'ambassadrice en république d'Irlande[5]
- Ella Constance Sykes (1863-1939), voyageuse et écrivaine[9]
- Cecil Woodham-Smith (1896-1977), biographe et historienne[10]